# Hotboii
Hotboii, pseudonimo di Javarri Latre Walker (Orlando, 13 giugno 2000), è un rapper statunitense.

## Biografia
Javarri Latre Walker nasce il 13 giugno 2000 a Orlando, in Florida, stabilendosi nel quartiere di Pine Hills assieme ai suoi 17 fratelli. Si avvia verso il rap già all'età di 7 anni e ha iniziato a pubblicare i suoi primi brani su SoundCloud e su YouTube con l'aiuto della madre.
Dal 2016 al 2018 Walker è stato detenuto presso un programma di detenzione minorile per violazione di domicilio. Fu durante questo periodo che l'artista decise di prendere la sua carriera più seriamente, sviluppando gradualmente la propria capacità di scrittura di canzoni.
Walker ha dichiarato in un'intervista di soffrire di ADHD.

## Carriera
Poco prima della sua incarcerazione, Walker ha pubblicato il singolo Watcharoo, ricevendo ben presto una certa attenzione a livello locale. Nel 2019 pubblica il singolo YG's, un viaggio attraverso le sue esperienze personali riguardo la vita di strada. Il 27 aprile 2020 esce il singolo Don't Need Time, dedicato a un suo amico scomparso poco tempo prima. Nell'arco di cinque mesi il brano ha accumulato più di 9 milioni di stream su Spotify e 24 milioni di visualizzazioni su YouTube. Il 25 agosto, viene pubblicato un remix del medesimo brano insieme a Lil Baby.
Il 22 maggio 2020 Walker pubblica il suo primo mixtape, Kut da Fan On. In seguito alla sua pubblicazione, Pitchfork e Audiomack hanno elogiato l'artista e l'efficacia del messaggio del mixtape. Il 22 dicembre seguente pubblica il suo album di debutto, intitolato Double O Baby. A esso sono seguite le pubblicazioni di Life of a Hotboii (10 dicembre 2021) e Blinded by Death (29 luglio 2022).

## Questioni legali
Il 12 luglio 2021 Walker viene arrestato presso la Contea di Orange con l'accusa di associazione a delinquere e cospirazione. Poco tempo dopo viene rilasciato su cauzione.

## Discografia

### Album in studio
- 2020 – Double O Baby
- 2021 – Life of a Hotboii
- 2022 – Blinded by Death

### Mixtape
- 2020 – Kut da Fan On

### Singoli
- 2016 – Inda Booth
- 2019 – Ping Pong (con LPD Poody)
- 2019 – In a Cell
- 2019 – Go Up
- 2020 – 4Pf like Baby (feat. Stunna 4 Vegas)
- 2020 – Goat Talk (solo o feat. Polo G)
- 2020 – Sick of Cell (feat. Rylo Rodriguez)
- 2020 – Where the Love (feat. 438 Tok)
- 2020 – They Don't Know
- 2020 – Don't Need Time (solo o feat. Lil Baby)
- 2020 – Left Lonely
- 2020 – How It Go (con Slatt Zy)
- 2020 – Dim
- 2020 – Police Brutality
- 2020 – No Limit
- 2020 – Menace
- 2021 – Fuck Shit
- 2021 – Cheese (con Mike Smiff)
- 2021 – Nobody Special (con Future)
- 2021 – Oath
- 2021 – One in a Million
- 2021 – All the Opps
- 2021 – Never Say Never
- 2021 – Doctor (feat. Lil Tjay)
- 2021 – Offset
- 2022 – Lately
- 2022 – All I Know
- 2022 – WTF
- 2022 – Rich How I'm Dyin'
- 2022 – Live Life Die Faster (con Kodak Black)
- 2022 – Tell Me Bout It
- 2022 – Over Again
- 2022 – Block Lit (con Lil 50)